# Julius Becker
Constantin Julius Becker, född den 5 februari 1811 i Freiberg i Sachsen, död den 26 februari 1859, var en tysk komponist och musikskriftställare.
Becker var 1837–1846 medarbetare i "Neue Zeitschrift für Musik". Av hans kompositioner är hans sånger mest bekanta. För övrigt skrev han en opera, instrumentalmusik och teoretiska verk, exempelvis Harmonielehre (1844) och Männergesangschule (1845) med flera.